# Chaz Jankel
Pour les articles homonymes, voir Jankel.
Chaz Jankel, né Charles Jeremy Jankel le 16 avril 1952, est un chanteur, auteur-compositeur et musicien britannique.
Partenaire de Ian Dury, il a été l'un des guitaristes du groupe The Blockheads (en) et est notamment l'auteur de la chanson Sex & Drugs & Rock & Roll. Particulièrement actif au début des années 1980, il a également écrit ou coécrit ses propres chansons comme Ai No Corrida, Glad To Know You et Number One,.

## Discographie

### Albums
- Chaz Jankel - A&M -  1980
- Chasanova - A&M -  1981
- Questionnaire - A&M -  1981
- Chazablanca - A&M -  1983
- Looking at You - A&M - 1985
- Out of the Blue - A&M - 2001
- Zoom - A&M - 2003
- Experience - 2005 (featuring Gilad Atzmon)
- A Bit on the Side - 2008
- The Submarine Has Surfaced - CJ label - 2010

### Singles
| Année | Single           | Album          | Charts | Charts | Charts | Charts | Charts | Charts | Charts | Charts |
| ----- | ---------------- | -------------- | ------ | ------ | ------ | ------ | ------ | ------ | ------ | ------ |
| Année | Single           | Album          |        | VL     | ,      |        | R&B    | Dance  | [ 8 ]  | [ 9 ]  |
| 1980  | Ai No Corrida    | Chas Jankel    | —      | 18     | —      | —      | —      | —      | —      | —      |
| 1981  | 109              | Questionnaire  | —      | —      | —      | —      | —      | 8      | —      | —      |
| 1981  | Glad To Know You | Questionnaire  | —      | —      | —      | —      | 57     | 1      | —      | —      |
| 1981  | Questionnaire    | Questionnaire  | —      | —      | —      | —      | —      | —      | 42     | 39     |
| 1983  | Without You      | Chasanova      | —      | —      | 68     | —      | 49     | —      | —      | —      |
| 1985  | Number One       | Looking At You | —      | —      | 22     | —      | 20     | —      | —      | —      |

## Comme compositeur

### Cinéma
- 1987 : Et la femme créa l'homme parfait
- 1988 : Mort à l'arrivée
- 1988 : War Party (en) de Franc Roddam
- 1989 :  Le Dossier Rachel (The Rachel Papers)
- 1990 : Killing Dad
- 1992 : K2, l'ultime défi

Voir « Chaz Jankel » (présentation), sur l'Internet Movie Database